# Sihong
Sihong är ett härad som lyder under Suqians stad på prefekturnivå i Jiangsu-provinsen i östra Kina. Det ligger omkring 160 kilometer norr om provinshuvudstaden Nanjing. 